# Teillé (Loire-Atlantique)
Teillé település Franciaországban, Loire-Atlantique megyében. Lakosainak száma 1820 fő (2022. január 1.). Teillé Riaillé, Mésanger, Mouzeil, Pannecé és Trans-sur-Erdre községekkel határos.

## Népesség
A település népessége az elmúlt években az alábbi módon változott:
| Lakosok száma | 1267 | 1203 | 1271 | 1620 | 1785 | 1779 | 1791 | 1804 | 1808 | 1820 |
|               | 1968 | 1982 | 1990 | 2006 | 2013 | 2015 | 2017 | 2019 | 2020 | 2022 |